# Autostrada M86 (Węgry)
Autostrada M86 (węg. M86-os autóút) – częściowo zbudowana autostrada na Węgrzech, w ciągu trasy europejskiej E65. Ma ona na celu połączenie autostrady M1 z autostradą M9. Obecny 70-kilometrowy odcinek rozciąga się od Szombathely do Csorna-południe. Planowana jest jeszcze budowa odcinka z Csorny do Mosonmagyaróvár.

## Historia
| Odcinek                         | Długość | Początek budowy | Uwagi /Przewidywana data otwarcia |
| ------------------------------- | ------- | --------------- | --------------------------------- |
| Vát                             | 4,56 km | 2006-10-12      | 2009-06-10                        |
| Vát – Szeleste                  | 3,8 km  | 2009-05         | 2010-12-15                        |
| Szombathely – Vát               | 9,2 km  | 2009-09         | 2014-06-28                        |
| Szeleste – Hegyfalu             | 7,5 km  | 2013-10-17      | 2015-09-18                        |
| Csorna-południe – Csorna-północ | 11 km   | 2013-06         | 2015-09-09                        |
| Hegyfalu – Csorna-południe      | 33,4 km | 2013-10-27      | 2016-10-25                        |
| Csorna – Mosonmagyaróvár M1-M15 |         |                 |                                   |

## Galeria

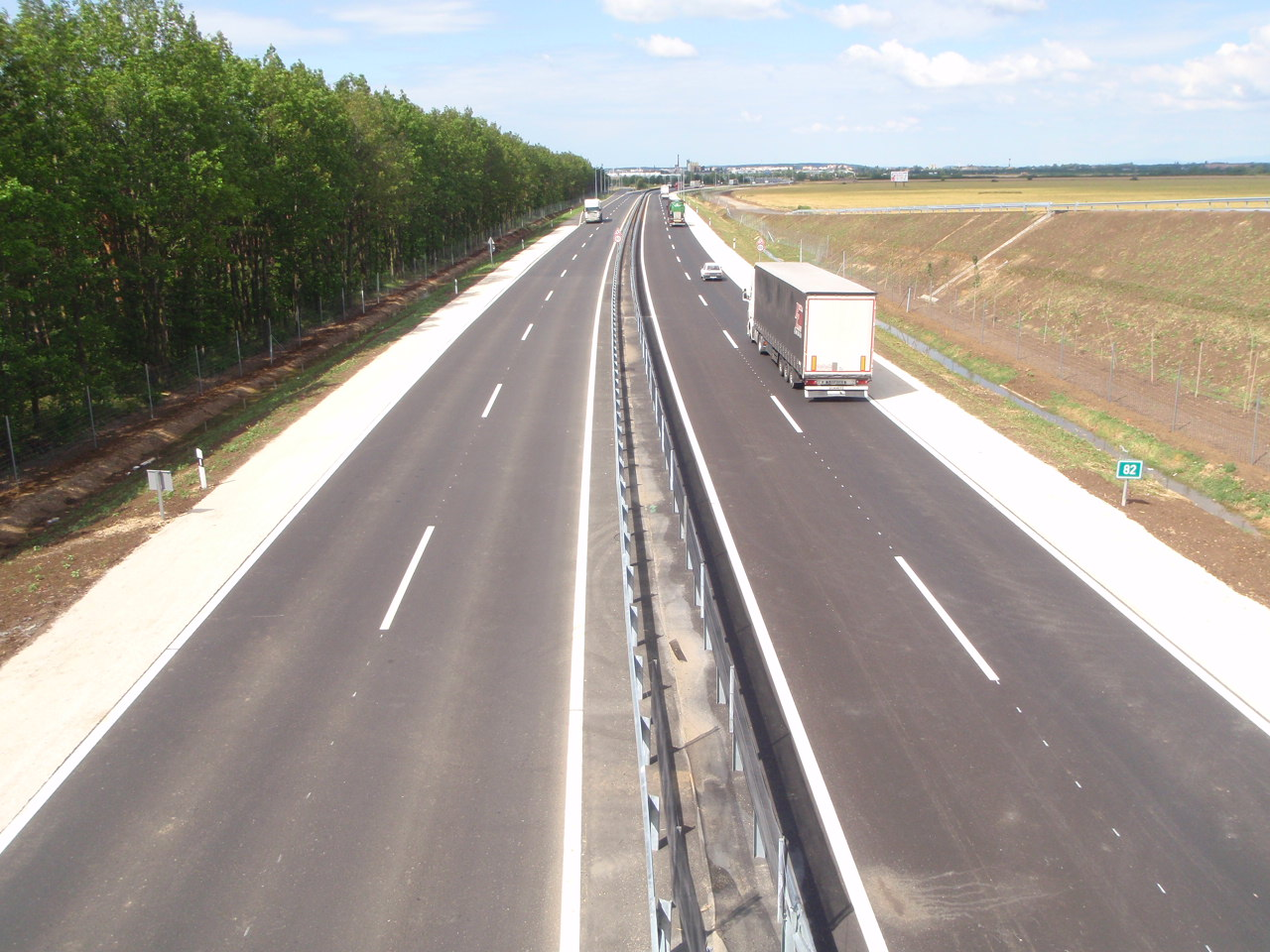
M86 Szombathely
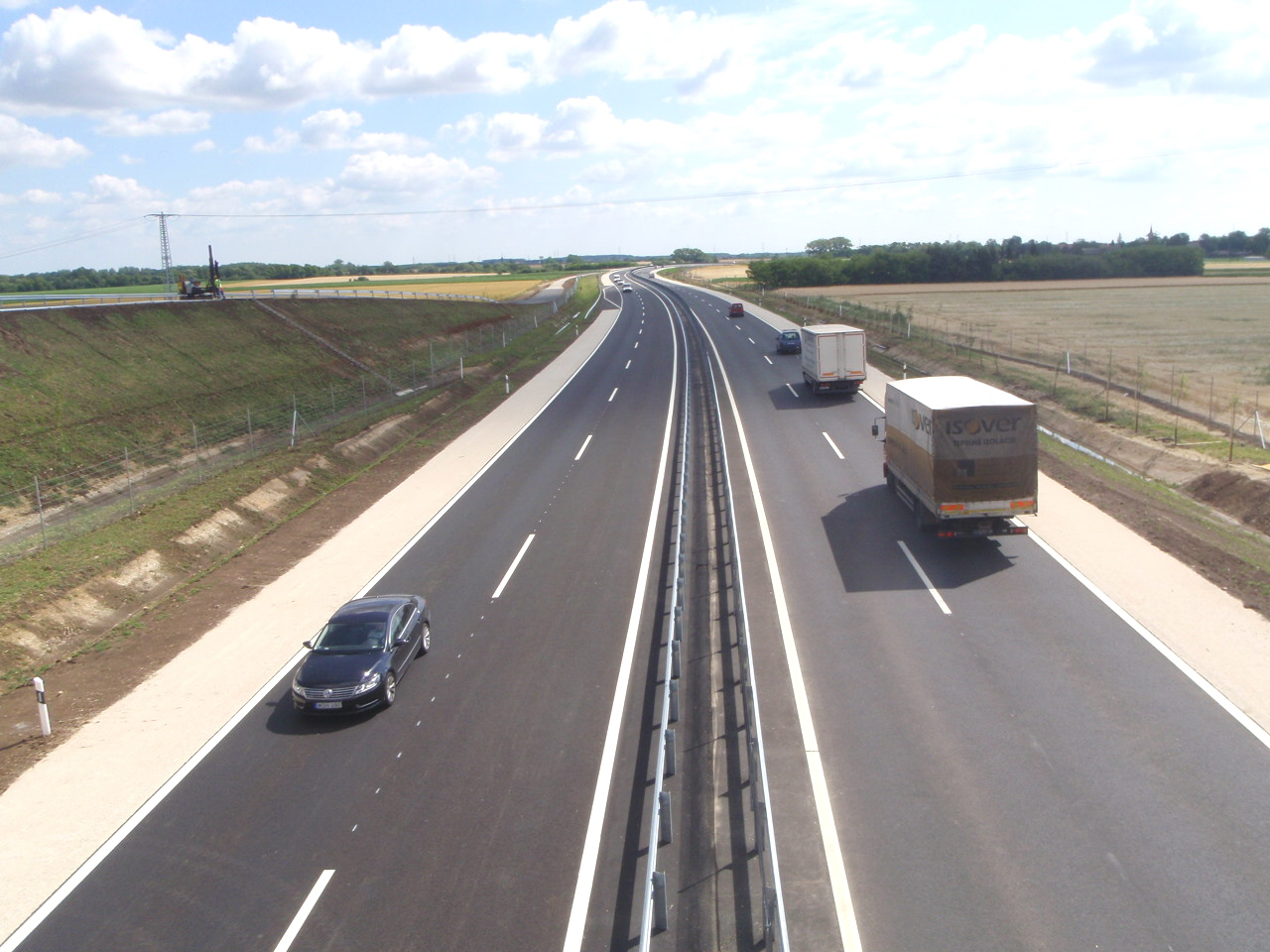
M86 - Vép
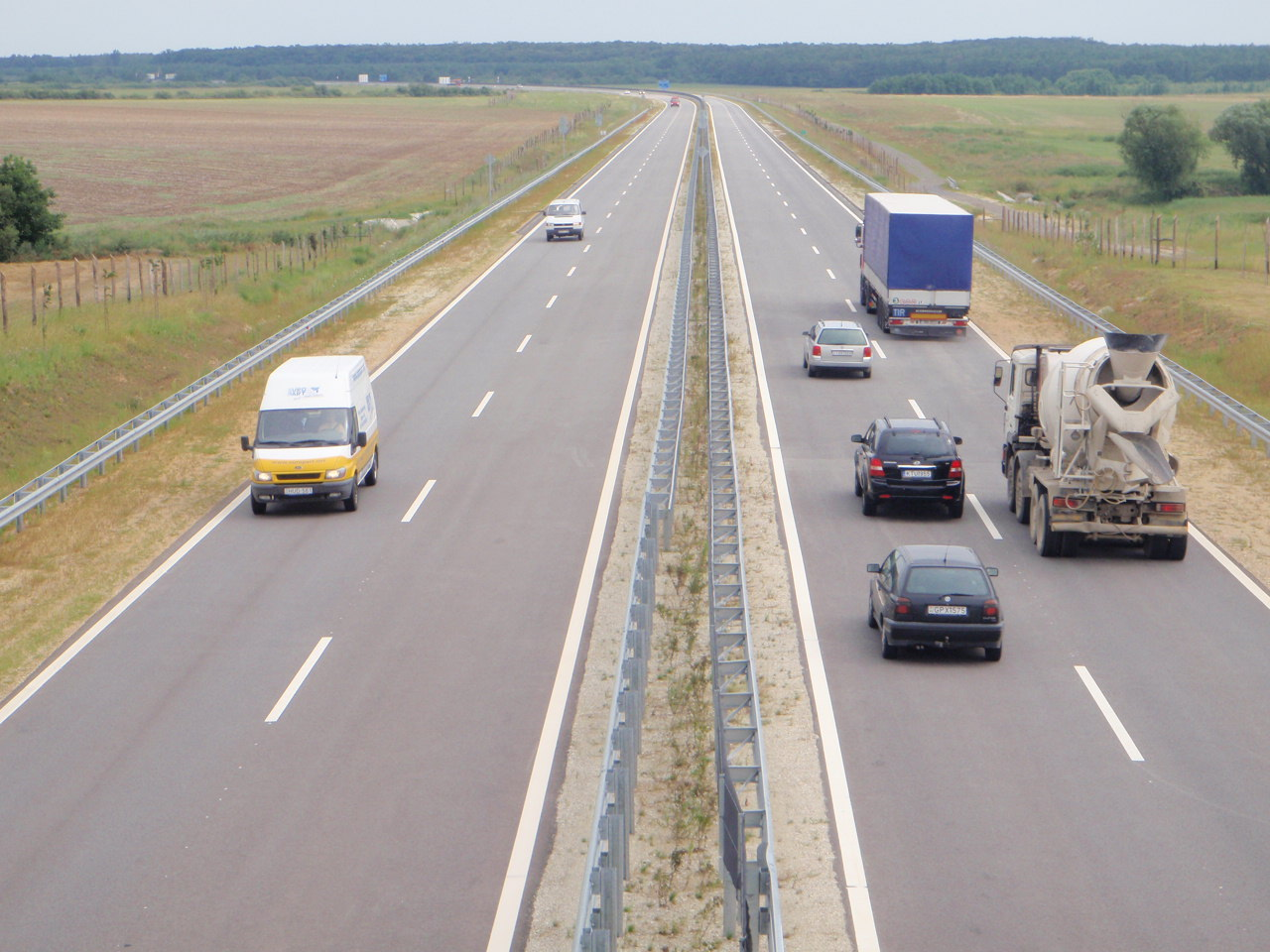
M86 - Vát
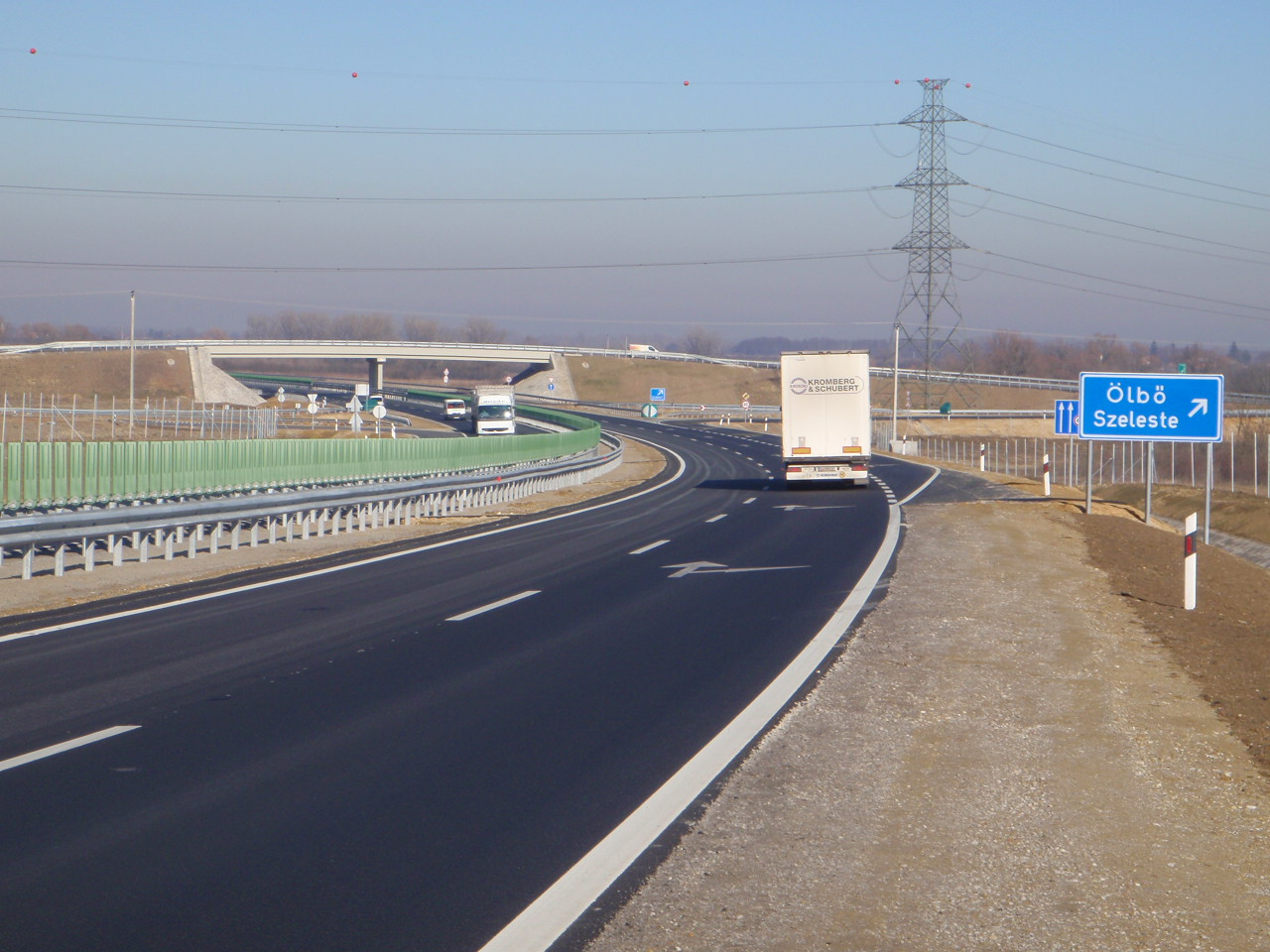
M86 - Szeleste
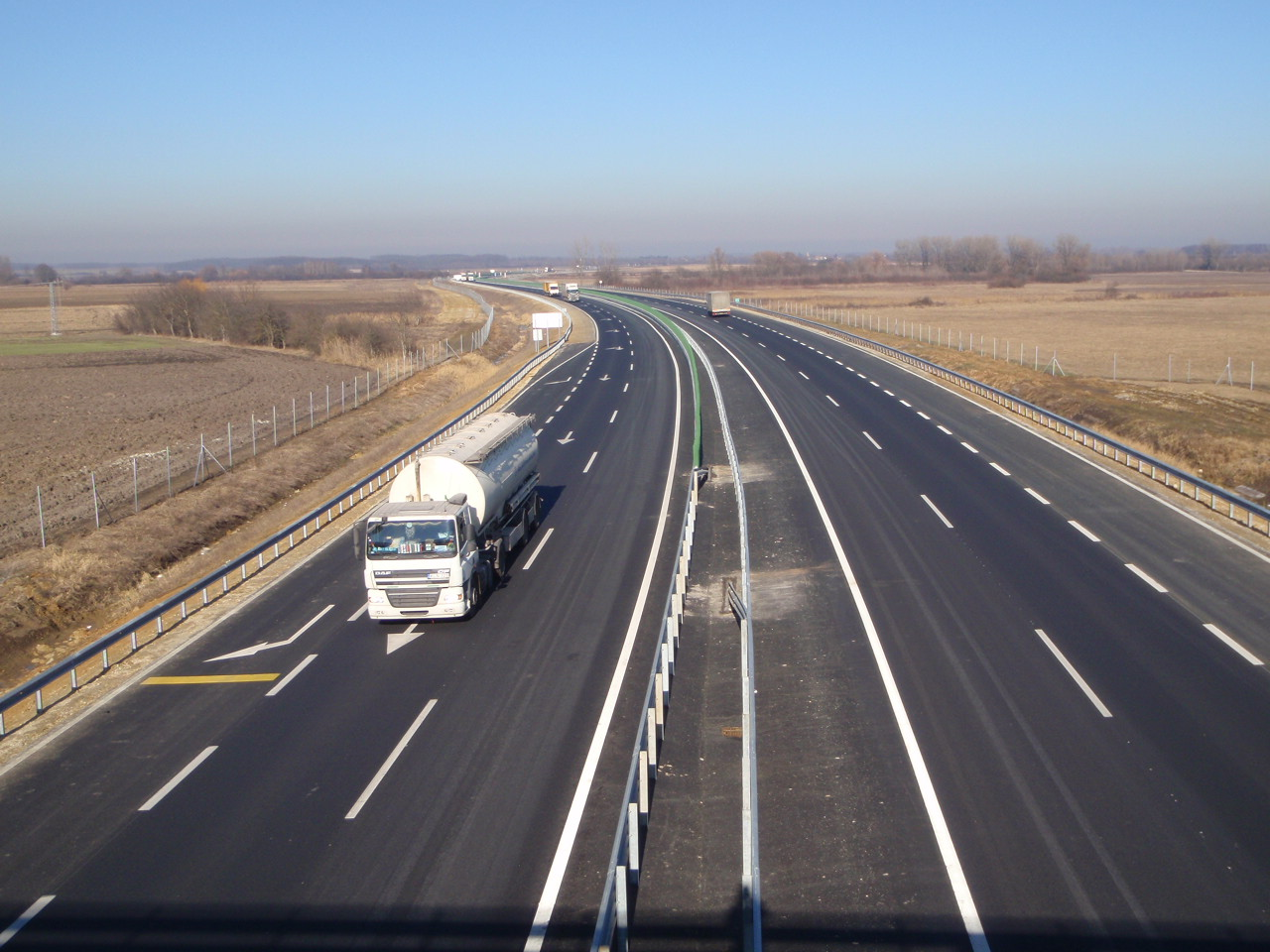
M86 - Hegyfalu
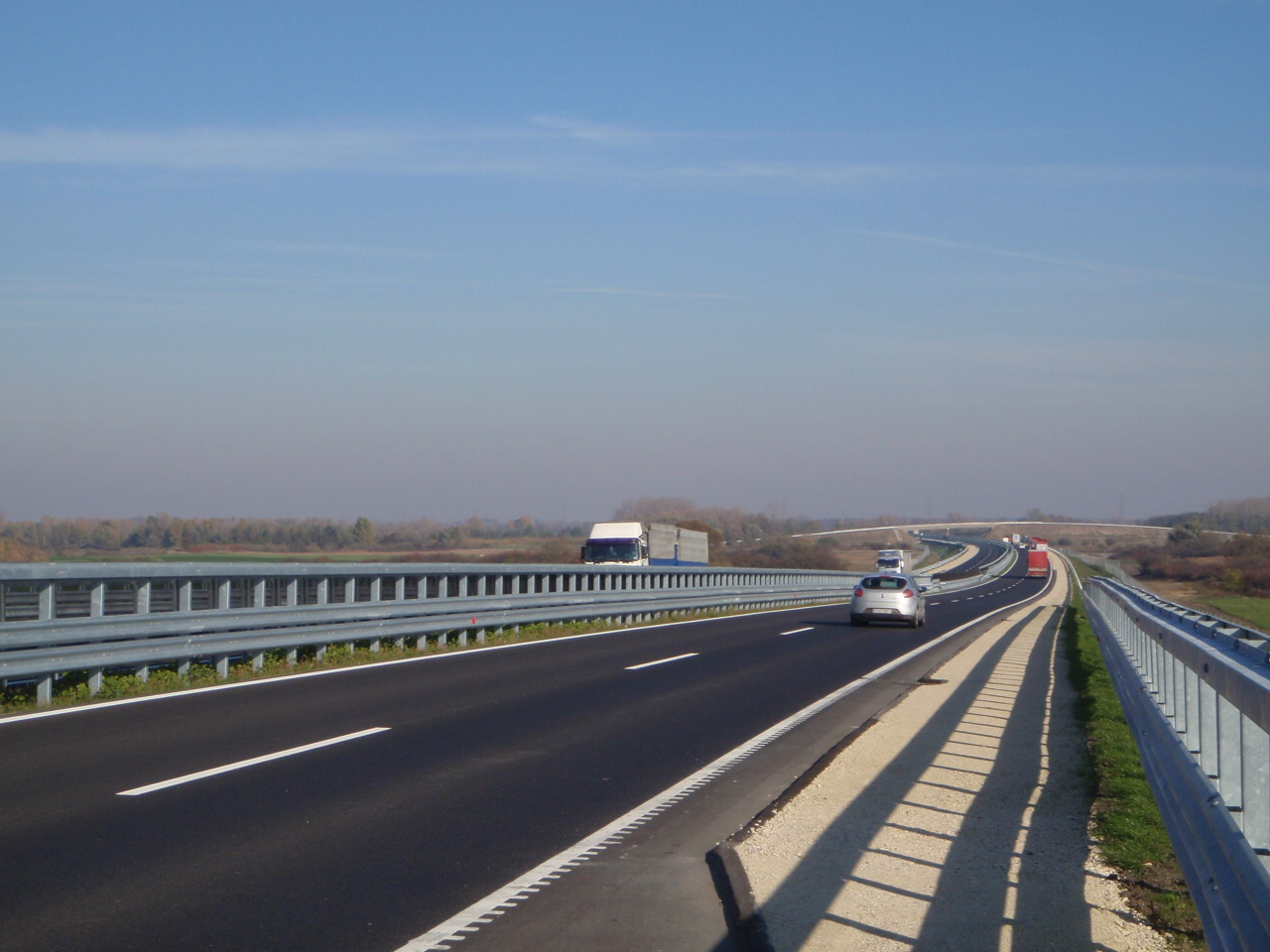
Sekcja: Szeleste-Hegyfalu
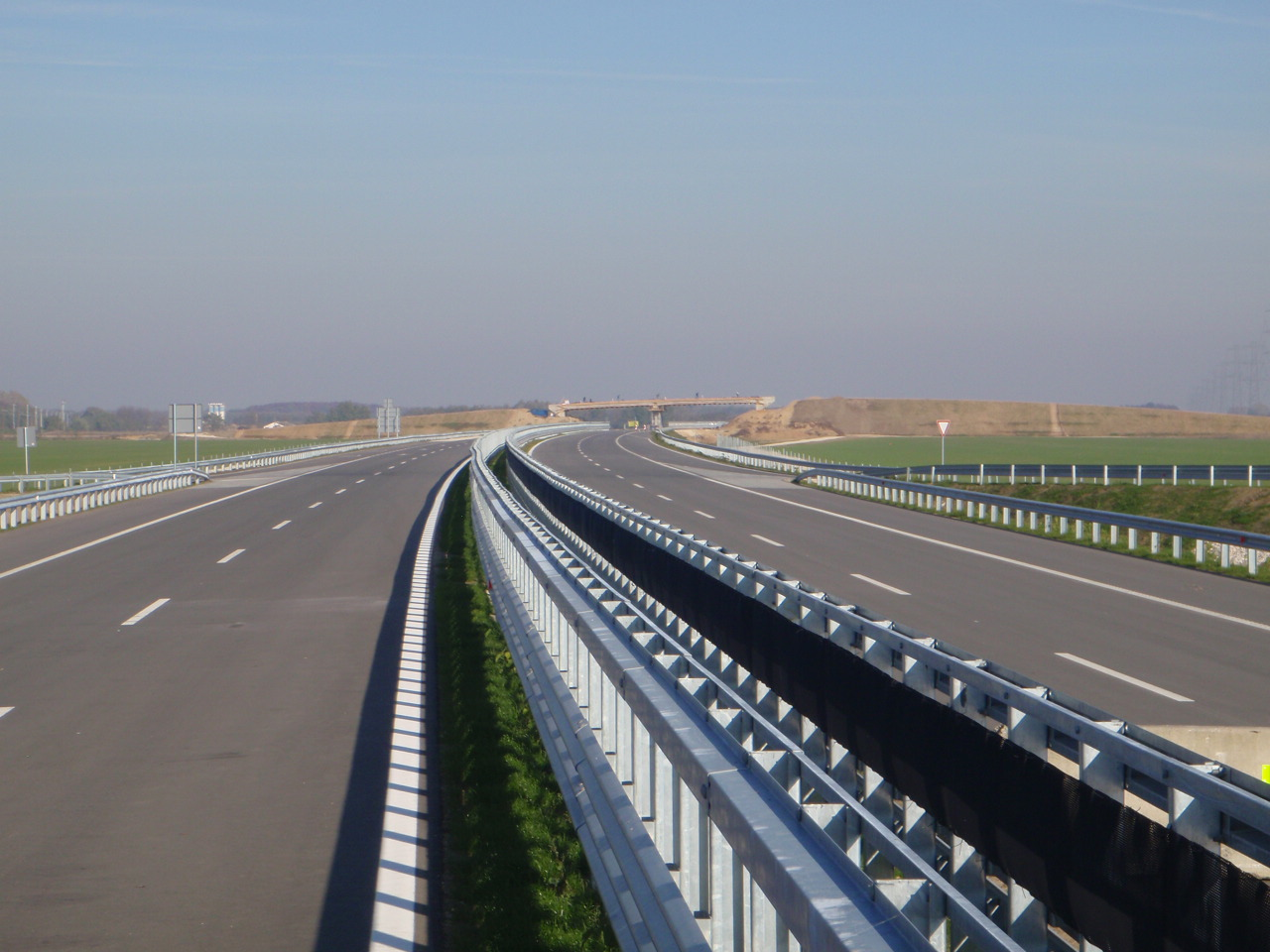
Sekcja w budowie: Hegyfalu-Csorna (11/2015)